# Kesha
Kesha Rose Sebert, conosciuta semplicemente come Kesha, precedentemente resa graficamente come Ke$ha (Los Angeles, 1º marzo 1987), è una cantautrice e attivista statunitense.
Nel 2005, all'età di 18 anni, ha firmato un contratto con l'etichetta discografica del produttore Dr. Luke, la Kemosabe Records; il suo esordio da solista è avvenuto nel 2009, quando ha duettato con Flo Rida nel suo singolo numero uno Right Round. Il suo album di esordio Animal e la sua ristampa Cannibal sono stati pubblicati nel 2010. Lo stile irriverente di Kesha le ha garantito un immediato successo commerciale: il disco ha infatti raggiunto la vetta della classifica statunitense e da esso sono stati estratti quattro hit di successo globale, tra cui Tik Tok, la più celebre. Anche We R Who We R e Blow, i singoli appartenenti a Cannibal, sono entrati nelle prime posizioni della classifica statunitense. Allo stesso tempo, Kesha ha continuato a scrivere canzoni per altri artisti, tra cui Till the World Ends di Britney Spears.
Nel 2012 pubblica il suo secondo album in studio Warrior, da cui vengono estratti come singoli Die Young, C'Mon e Crazy Kids. Dal 2014 al 2023 è stata impegnata in una serie di battaglie legali contro Dr. Luke, accusato dalla cantante di violenza sessuale, alla quale il produttore ha risposto con un'accusa di diffamazione. Nello stesso periodo in cui inizia la disputa, la cantante entra in una clinica di riabilitazione per disturbi alimentari. Nel 2017 ritorna con il terzo album in studio Rainbow, promosso dall'acclamato singolo Praying: entrambe le opere hanno ricevuto una candidatura ciascuno ai Grammy Awards 2018. I successivi due progetti discografici della cantante, High Road e Gag Order risalgono rispettivamente al 2020 e al 2023, l'ultimo dei quali le permette di rescindere il contratto discografico con la Kemosabe Records.

## Biografia
Kesha Rose Sebert è nata a Los Angeles, in California, il 1º marzo 1987. Sua madre, Pebe Sebert, è una cantautrice che ha avuto problemi finanziari quando si è trovata nella situazione di dover sostenere economicamente Kesha e suo fratello Lagan oltre che sé stessa: in quel periodo ha infatti dovuto fare riferimento al Supplemental Nutrition Assistance Program, un'associazione benefica con lo scopo di aiutare le persone in difficoltà fornendo loro cibo. Due dei suoi bisnonni materni erano immigrati da Szentes, una città dell'Ungheria meridionale, mentre sua bisnonna materna veniva dalla Polonia.
Quando Kesha era una bambina, la madre la portava spesso sul palco con lei quando si esibiva. La cantante ha affermato che non ha mai avuto notizie sull'identità di suo padre. Nel 1991 Pebe si è trasferita con la famiglia a Nashville, nel Tennessee, dopo aver ricevuto un nuovo contratto come autrice di testi. Il fratello minore di Kesha, Louis, è nato poco dopo il trasferimento. Kesha ha detto che non riusciva a inserirsi nella sua scuola di Brentwood, un sobborgo di Nashville, parte di quella zona degli Stati Uniti detta "Bible Belt", poiché il suo stile anticonformista nel vestirsi, ad esempio pantaloni viola di velluto fatti in casa e capelli viola, la rendeva totalmente diversa dagli altri studenti e, ai loro occhi, bizzarra. Kesha ha frequentato poi la Franklin High School e la Brentwood High School. Suonava la tromba e il sassofono nella banda scolastica e si è descritta in un'intervista con la National Public Radio come una studentessa diligente.
La famiglia Sebert ha fatto parte di un episodio di The Simple Life come famiglia ospite di Paris Hilton e Nicole Richie nel 2005. Pebe portava spesso Kesha e i suoi fratelli con sé negli studi di registrazione e ha cominciato a esortare la figlia a cantare quando ha notato le sue abilità canore. Oltre che a frequentare lezioni di canto, Kesha ha imparato a scrivere musica grazie alla madre, con la quale componeva spesso canzoni dopo la scuola. Kesha ha presto iniziato a registrare demo con Pebe e a farle ascoltare a conoscenti. Kesha e Pebe hanno scritto insieme la canzone Stephen quando Kesha era sedicenne e ha contattato David Gamson, un produttore che conosceva attraverso la band Scritti Politti e che ammirava, il quale ha accettato di produrre il brano. Kesha era inoltre in una band con il fratello Lagan.
Ha lasciato la scuola a diciassette anni, dopo che Dr. Luke e Max Martin l'hanno convinta a tornare a Los Angeles per dare inizio alla sua carriera musicale.

### 2005–2009: gli esordi
Nel 2005, all'età di diciott'anni, Kesha ha firmato un contratto con l'etichetta discografica di Dr. Luke, la Kemosabe Records, e con la rispettiva attività di scrittura di musica, la Prescription Songs. Kesha ha cantato nel coro del singolo di Paris Hilton Nothing in This World nel 2006. Dr. Luke in quel periodo era occupato in altri progetti, avendo poco prima ottenuto un grandissimo successo con il secondo album di Kelly Clarkson, Breakaway. Nel 2006 Kesha ha anche firmato un contratto con l'associazione di management David Sonenberg, la DAS Communications Inc., riducendo i contatti con Dr. Luke. L'associazione ha promesso a Kesha di procurarle un contratto discografico con un'etichetta major entro un anno in cambio del 20% dei suoi guadagni, con la possibilità da parte della cantante di terminare il contratto se questo non avesse funzionato. Ha lavorato con molti autori e produttori mentre il contratto con l'associazione era in vigore, tra cui Toby Gad, con il quale ha scritto This Love delle Veronicas. Mentre continuava a registrare in studio, Kesha si guadagnava da vivere facendo la cameriera. Ha dichiarato di aver aggiunto il simbolo del dollaro al suo nome d'arte mentre era in difficoltà economiche per ironizzare:
(Kesha spiega il motivo della presenza del simbolo del dollaro nel suo nome d'arte.)
Nel 2008 Kesha è comparsa nel videoclip del singolo di esordio di Katy Perry I Kissed a Girl e ha cantato nel coro di una canzone prodotta da Dr. Luke, Lace and Leather di Britney Spears. Grazie a DAS, Kesha ha attirato l'attenzione di Kara DioGuardi, che voleva che firmasse un contratto con la Warner Bros. Records. Non è stato tuttavia possibile firmare il contratto poiché era ancora in vigore quello fra lei e l'etichetta di Dr. Luke. A settembre ha terminato il suo contratto con DAS ed è tornata in contatto con Dr. Luke.
Kesha ha iniziato a ottenere attenzione dai media nei primi mesi del 2009, quando ha duettato con il rapper statunitense Flo Rida nel suo singolo numero uno Right Round. La collaborazione è nata per caso: era infatti presente alla sessione di registrazioni del pezzo con Flo Rida e Dr. Luke. Flo Rida voleva anche una voce femminile nella sua canzone, quindi Dr. Luke gli ha presentato Kesha. Flo Rida ha apprezzato il risultato a tal punto da richiedere la registrazione di altre due canzoni con lei. In ogni caso, non è accreditata nella versione statunitense di Right Round e non è stata retribuita in alcun modo. Ha inoltre rifiutato di comparire nel video, spiegando alla rivista Esquire che voleva divenire famosa da sé e costruirsi un'immagine da sola.

### 2010–2011: il successo diTik Tok,Animal,Cannibale l'album di remix

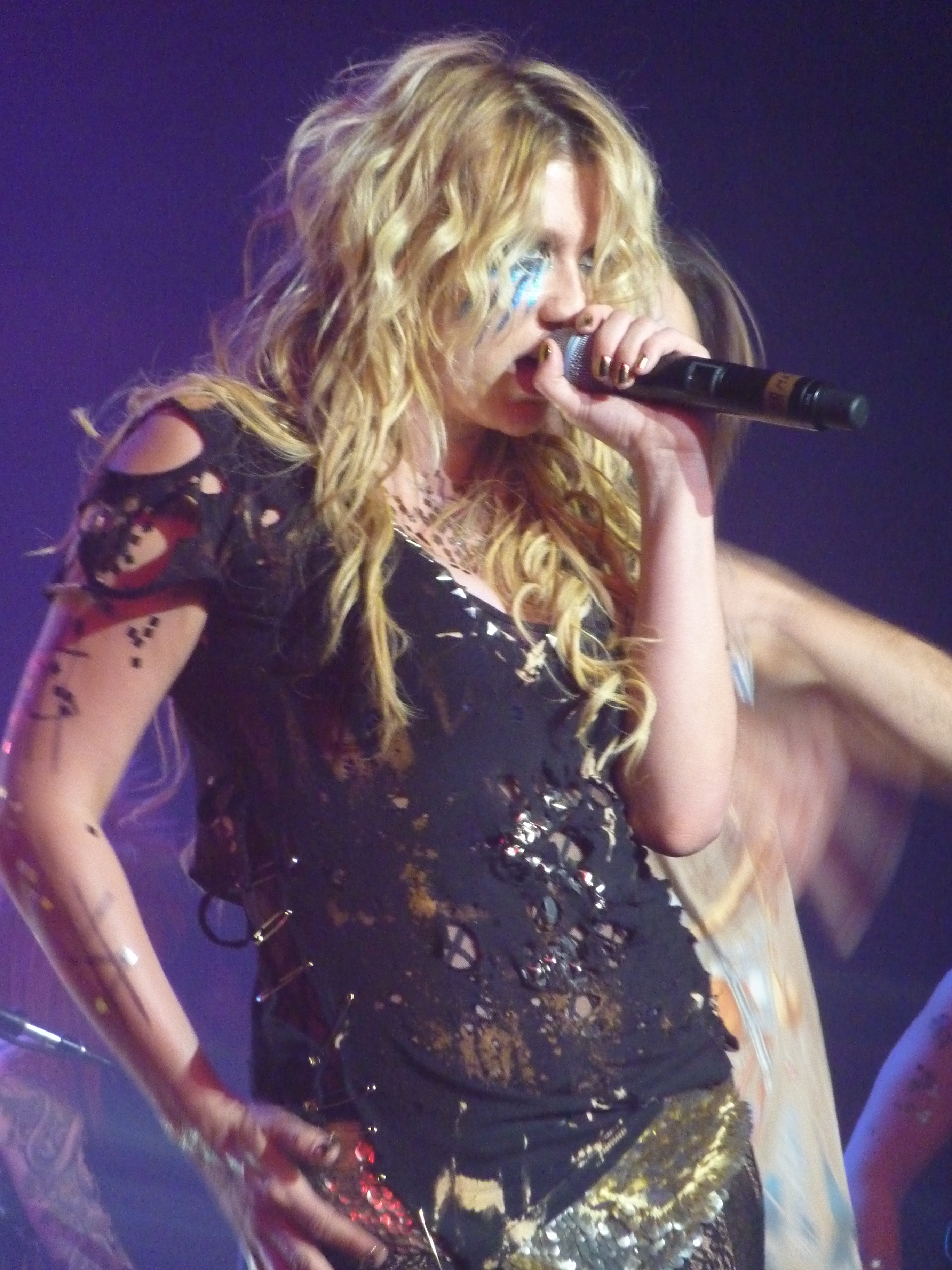
Kesha in concerto a Parigi nel 2010

Successivamente, Kesha ha firmato un contratto con l'etichetta discografica RCA che prevedeva la realizzazione di più album in collaborazione l'etichetta di Dr. Luke, che aveva contattato anche Lava Records e la casa di Flo Rida, Atlantic Records. L'album di debutto della cantante, intitolato Animal, è stato pubblicato il 1º gennaio 2010 in Danimarca e in Italia e il 5 negli Stati Uniti e in Canada; nel resto del mondo è uscito nel corso dei mesi successivi. Il disco è catalogato come di genere elettropop con una massiccia presenza di sintetizzatori, marcando anche un cambiamento di stile per Dr. Luke, che aveva finora prodotto musica pop rock e che non aveva potuto far cambiare idea a Kesha, convinta di non voler usare chitarre.
Animal è entrato direttamente alla prima posizione della classifica statunitense vendendo 152 000 copie nella sua prima settimana (il 76% delle quali in formato digitale), sorpassando I Dreamed a Dream di Susan Boyle, che aveva trascorso cinque settimane consecutive alla vetta della classifica. È inoltre entrato alla vetta delle classifiche in Canada (vendendo 16 000 copie nei suoi primi sette giorni) e in Grecia. Animal è stato certificato disco di platino negli Stati Uniti per aver venduto più di un milione di copie e a settembre 2010 aveva venduto oltre due milioni di copie a livello mondiale. È stato certificato doppio disco di platino in Canada (con più di 160 000 copie vendute) e in Australia (140 000) e disco d'oro in Austria, Germania, Irlanda, Giappone e Nuova Zelanda, ed è risultato essere il ventesimo album più venduto negli Stati Uniti nel corso del 2010. L'album ha ricevuto critiche contrastanti da parte della critica specializzata: la rivista Rolling Stone l'ha definito come «disgustoso, ripugnante e ridicolmente orecchiabile».
Il primo singolo estratto da Animal, Tik Tok, è stato pubblicato il 7 agosto 2009 e ha presto scalato le classifiche, divenendo a fine 2009 il singolo più scaricato in una settimana negli Stati Uniti con 610 000 copie vendute, solo dopo Right Round, che in sette giorni ne ha vendute 636 000. Il singolo ha raggiunto la vetta delle classifiche in dieci Paesi, tra cui Stati Uniti (dove ha mantenuto la prima posizione per nove settimane consecutive ed è stato certificato cinque volte disco di platino per aver venduto oltre cinque milioni di copie), Canada (dove è sette volte disco di platino) e Australia (dove è stato scaricato più di 350 000 volte ed è stato premiato con il quintuplo disco di platino); in Italia ha raggiunto la seconda posizione e ha venduto oltre 60 000 copie. Il successo di Tik Tok ha reso Kesha la cantante con il singolo di esordio di maggior successo dal 1977, anno in cui Debby Boone con You Light Up My Life ha raggiunto la vetta della classifica statunitense. A giugno 2011, Tik Tok aveva venduto circa 5 900 000 copie nei soli Stati Uniti.

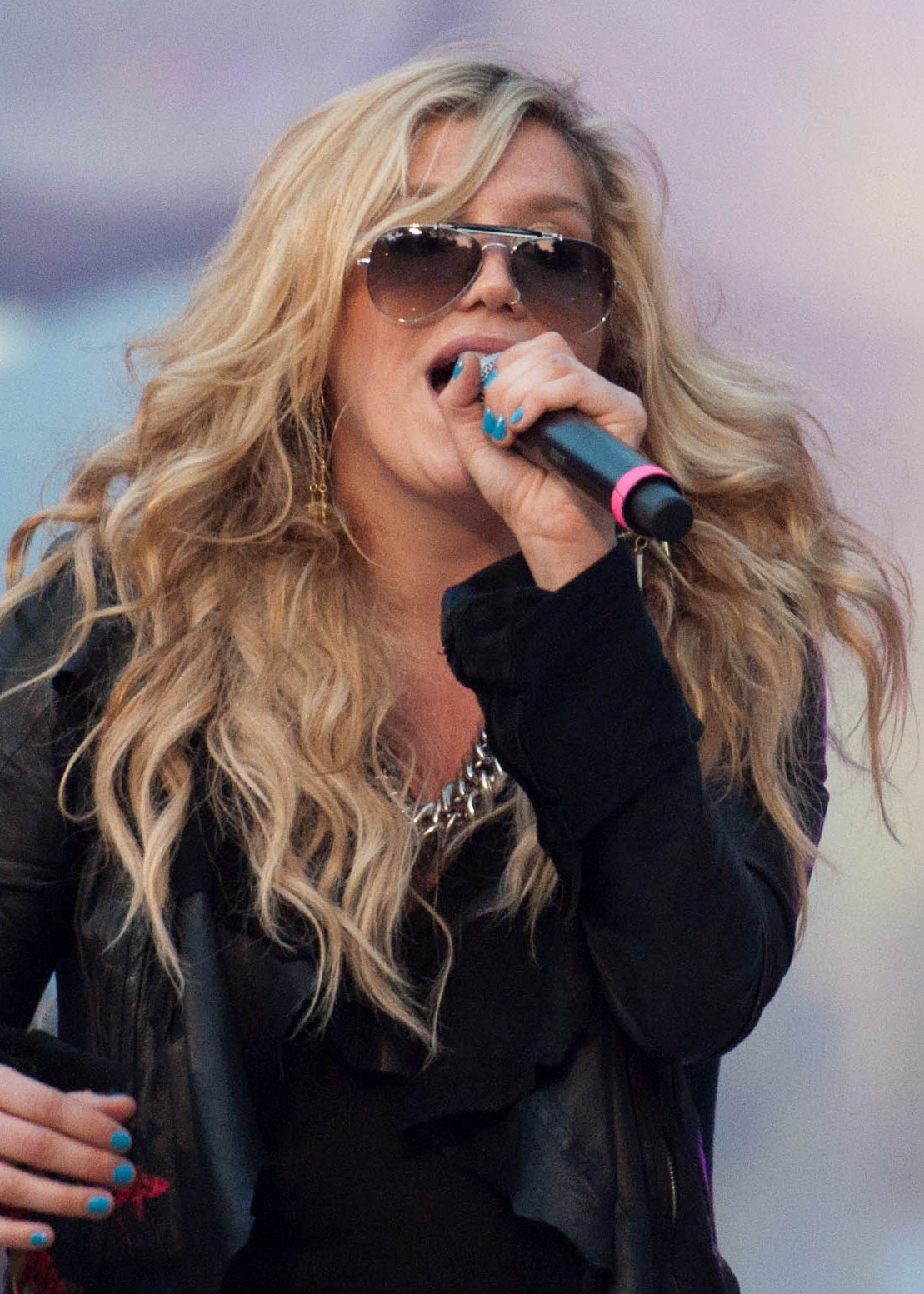
Kesha durante le prove dei MuchMusic Video Award 2010

Il 2 febbraio 2010 è stato reso disponibile nelle radio statunitensi il secondo singolo, Blah Blah Blah, che è entrato nelle prime posizioni delle classifiche di vari Paesi. È stato certificato doppio disco di platino in Canada e disco di platino negli Stati Uniti, dove, a giugno 2011, aveva venduto circa 2 130 000 copie, nonché platino in Australia e oro in Nuova Zelanda. Your Love Is My Drug, pubblicato ad aprile 2010, ha avuto un successo simile a quello del singolo precedente, raggiungendo la quarta posizione della Billboard Hot 100. Come quarto e ultimo singolo è stato scelto Take It Off, in rotazione radiofonica a partire da luglio 2010. Come i due precedenti singoli, Take It Off ha ottenuto un buon successo negli Stati Uniti e in Australia, dove è stato certificato rispettivamente platino e doppio platino vendendo 2 134 000 e 140 000 copie, oltre che oro in Nuova Zelanda. Kesha ha anche duettato con Taio Cruz e 3OH!3 a due singoli entrati in top ten negli Stati Uniti, sempre su consiglio di Dr. Luke, a maggio 2010. Il precedente manager di Kesha della DAS Communications Inc. ha fatto causa il mese successivo, richiedendo 14 milioni di dollari da Kesha e 12 da Dr. Luke per commissione sul suo contratto con la RCA. Nel frattempo, è stata scelta per aprire i concerti delle date estive nordamericane del tour di Rihanna Last Girl on Earth Tour.
Animal è stato ripubblicato con l'aggiunta di un EP, Cannibal, contenente sette inediti, una traccia bonus solo giapponese dell'album e un remix. Pubblicato il 19 novembre 2010 in Germania e il 22 in Nordamerica, l'EP è stato certificato disco d'oro negli Stati Uniti dopo sette mesi, avendo venduto oltre 500 000 copie. È entrato alla quindicesima posizione della classifica statunitense vendendo 74 000 copie in sette giorni; è inoltre entrato nelle prime venti posizioni delle classifiche canadesi e irlandesi, rispettivamente alle posizioni numero 14 e 17.
L'EP è preceduto dal singolo We R Who We R, pubblicato il 22 ottobre 2010. Il singolo è diventato la diciassettesima canzone a esordire direttamente alla vetta della classifica statunitense, com una vendita di 280 000 copie in una settimana. Inoltre, due singoli promozionali sono stati pubblicati prima dell'EP: Sleazy, il 2 novembre, e Cannibal il 9. Entrambi i singoli sono entrati in classifica sia negli Stati Uniti sia in Canada fuori dalle rispettive top 40.
Con due numeri uno e quattro singoli in top ten, Kesha è stata eletta artista dell'anno dalla rivista Billboard, con Tik Tok al primo posto nella classifica di fine anno. Sempre a fine anno, è stata premiata come migliore artista emergente agli MTV Europe Music Awards a novembre 2010, suo primo importante premio musicale.

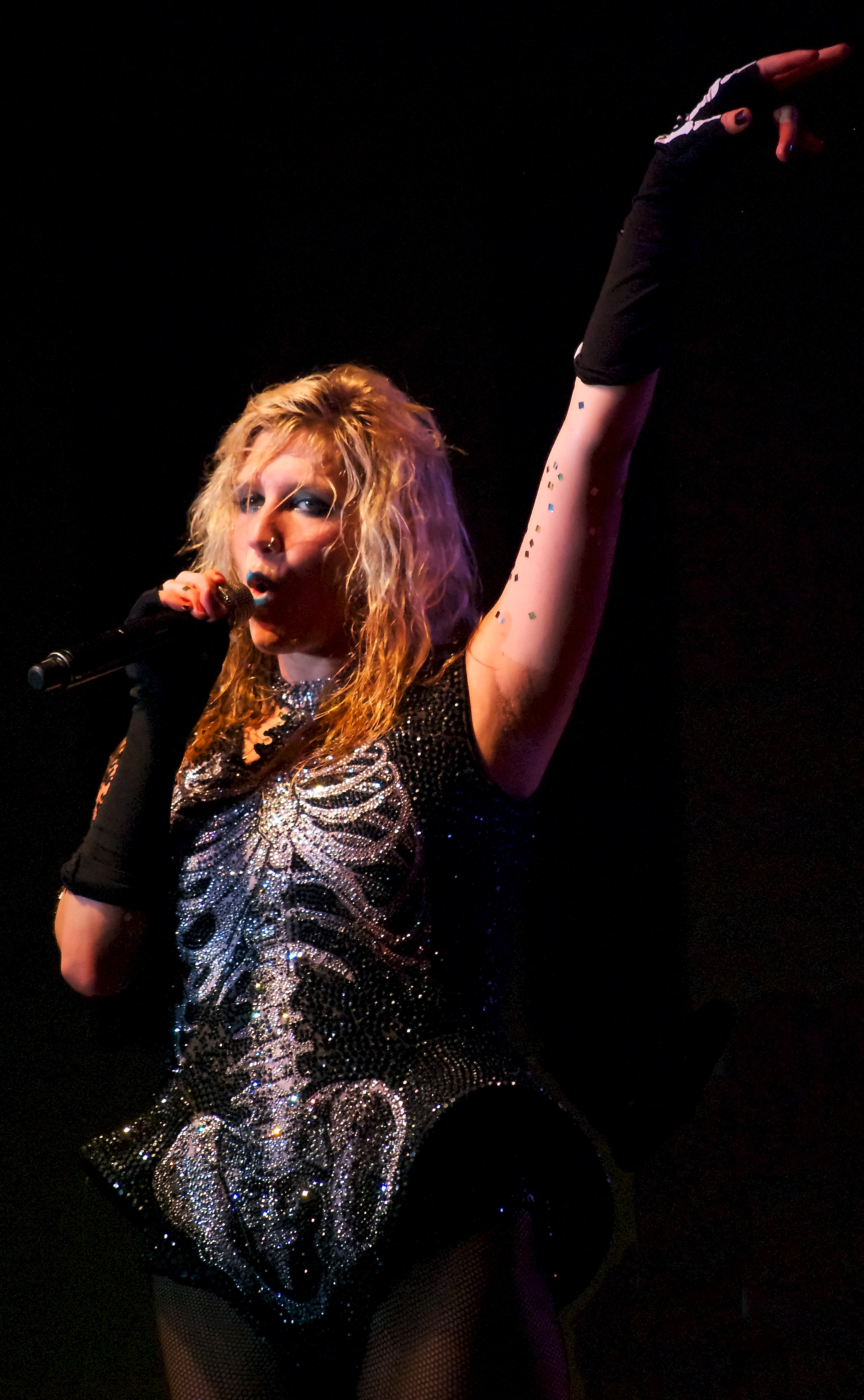
Kesha durante il Get Sleazy Tour nel 2011

Blow è stato inviato alle radio statunitensi l'8 febbraio 2011 come secondo singolo da Cannibal. Ha raggiunto l'ottava posizione della Billboard Hot 100 e, a giugno 2011, aveva venduto più di due milioni di copie. Blow è entrata in top ten in Australia (dove è stata certificata disco di platino), Nuova Zelanda e Slovacchia. A giugno 2011, Kesha aveva venduto più di 21 milioni di singoli digitali nei soli Stati Uniti.
Il 18 marzo 2011 è uscito il primo album di remix di Kesha, intitolato I Am the Dance Commander + I Command You to Dance: The Remix Album, contenente i remix di nove sue canzoni più un inedito, Fuck Him (He's a DJ), che è giunto alla posizione numero 97 della classifica statunitense. L'album ha avuto un successo discreto, entrando in classifica in solo quattro Paesi: gli Stati Uniti alla posizione numero 36, il Canada alla 37, l'Australia alla 46 e la Grecia alla 60.
Kesha è inoltre coautrice assieme a Lukasz Gottwald, Max Martin e Alexander Kronlund del singolo di Britney Spears Till the World Ends, pubblicato tre settimane prima dell'uscita del suo settimo album, Femme Fatale. Successivamente, il 22 aprile 2011 è stato pubblicato un remix del brano, chiamato The Femme Fatale Remix, al quale hanno fatto parte, oltre che alla Spears, Kesha e la rapper Nicki Minaj. Grazie alla nuova versione del brano, Till the World Ends ha raggiunto una nuova posizione nella classifica statunitense, arrivando alla terza; nello stesso tempo è salita anche alla terza posizione della classifica digitale, vendendo 246 000 copie in quella settimana (167 000 delle quali, il 68%, le ha vendute il remix).
Kesha ha intrapreso il suo primo tour, chiamato Get Sleazy Tour, nella primavera del 2011, raccontando in un'intervista con la rivista Billboard che in esso avrebbe mostrato un lato diverso della sua abilità di musicista, visto che avrebbe suonato più strumenti. Il tour è composto da tre tappe (inizialmente ne erano previste due, ma ne è stata aggiunta una estiva perché le precedenti erano tutte esaurite) e ha coperto tre continenti.

### 2012–2016:Warrior

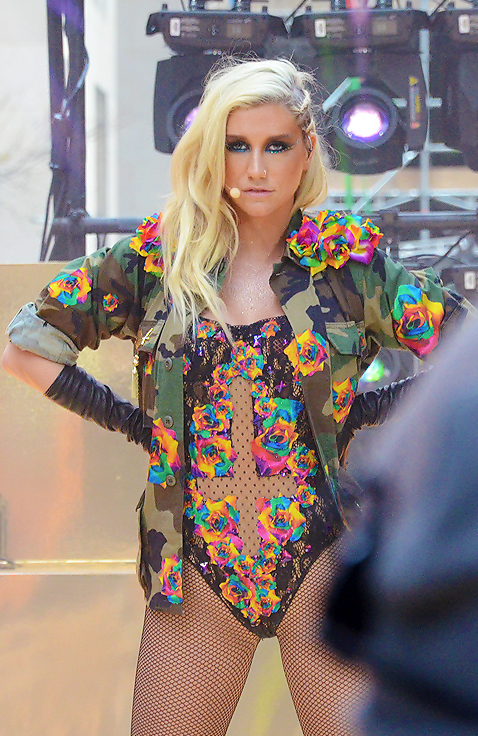
Kesha al Today Show nel 2012

Kesha ha iniziato a scrivere canzoni per il suo secondo album durante il tour promozionale di Animal nel 2011. Ha così parlato del progetto in un'intervista con MTV: «Voglio semplicemente catturare un po' della vera essenza del rock'n'roll, che consiste in irriverenza, eroticità, divertimento e strafottersene di tutto». Il 6 settembre 2012 Kesha ha annunciato che il suo nuovo singolo, Die Young, sarebbe stato pubblicato il 25 settembre seguente. La canzone ha ottenuto un ottimo successo commerciale riuscendo a raggiungere la seconda posizione nella classifica statunitense riuscendo a vendere oltre 2 milioni di copie venendo certificata doppio disco di platino e raggiungendo la top ten di altri Paesi. In Australia, la canzone si è fermata al terzo posto e ha venduto oltre 210 000 copie, venendo certificata triplo disco di platino. I passaggi in radio di Die Young sono stati sospesi negli Stati Uniti d'America dopo il massacro alla Sandy Hook Elementary School avvenuto il 14 dicembre 2012, in seguito al quale il testo del brano è stato considerato inappropriato per le radio, molte delle quali si sono rifiutate di trasmetterlo.
Nello stesso mese di pubblicazione di Die Young è stato annunciato il titolo del suo secondo album, Warrior, pubblicato il 30 novembre 2012. L'album esordisce al sesto posto nella classifica statunitense con 85 000 copie vendute nella sua prima settimana, poco più della metà dell'album precedente. Il secondo singolo estratto dall'album, C'mon, è stato pubblicato sulle piattaforme digitali il 16 novembre 2012 ed è stato inviato alle radio statunitensi nel gennaio 2013. Il singolo si è fermato alla ventisettesima posizione della classifica statunitense, concludendo così la serie di singoli consecutivi in top ten (9) e ha avuto in generale scarso successo. Ad aprile esce il terzo singolo estratto, Crazy Kids, in collaborazione con will.i.am.
In coincidenza con l'uscita di Warrior, la casa editrice Simon & Schuster ha messo in circolazione l'autobiografia di Kesha, intitolata My Crazy Beautiful Life. Inoltre, fra aprile e maggio 2013 è stato trasmesso un programma sulla vita della cantante in sei episodi, intitolato Kesha: My Crazy Beautiful Life. Il 23 maggio 2013 è iniziato a Mansfield, nel Massachusetts, il Warrior World Tour, intrapreso al fine di promuovere l'omonimo disco. Le date fino a quella del 28 giugno a Tampa, in Florida, vedono la collaborazione del rapper Pitbull, mentre in quelle che vanno dal 3 luglio al 31 non vi sono stati altri artisti assieme alla cantante.
Il 7 ottobre 2013 viene pubblicato il singolo Timber di Pitbull in collaborazione con Kesha. Il brano ottiene un ottimo successo commerciale arrivando primo nella classifica statunitense e in altri otto mercati internazionali. Il 31 dicembre 2013 Kesha pubblica su YouTube il video del brano Dirty Love, presente nell'album Warrior, in collaborazione con il cantante rock Iggy Pop.

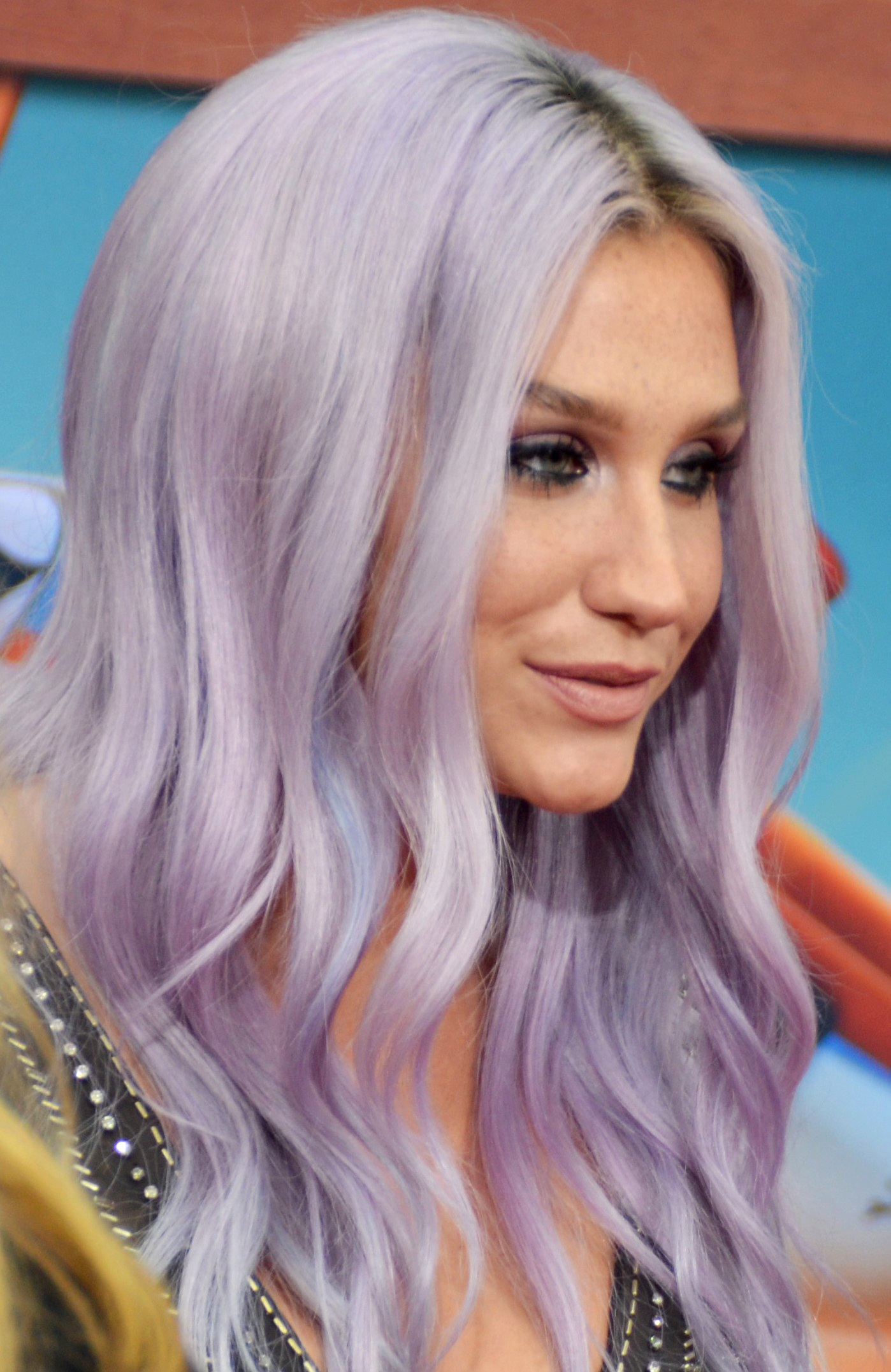
Kesha nel 2014

Nel 2014 Kesha intraprende il ruolo di giudice nel talent show statunitense Rising Star, affiancata da Brad Paisley, Josh Groban e Ludacris.
La battaglia legale intrapresa dalla cantante contro il produttore Dr. Luke la tiene lontana dalle scene per i successivi due anni. Il 29 aprile 2016 è stato pubblicato True Colors, una collaborazione con il DJ Zedd. Il brano segna il ritorno della cantante statunitense dopo più di tre anni di lontananza dalle scene musicali mondiali.

### 2017–2021: il ritorno conRainboweHigh Road
Il 6 luglio 2017 viene rivelato il titolo del terzo album in studio della cantante, Rainbow, la cui uscita è avvenuta l'11 agosto successivo. Ad accompagnare tale annuncio, viene pubblicato il singolo apri-pista Praying e il rispettivo videoclip musicale. Nello stesso anno ottiene un ruolo nel film A Ghost Story e intraprende un tour per la promozione dell'album, il Rainbow Tour, durato fino all'autunno 2018.
Nell'ambito dei Grammy Awards 2018 Kesha ottiene due candidature: una per la migliore performance pop vocale per Praying e un'altra per Rainbow come miglior album pop vocale. Durante la manifestazione si esibisce sulle note di Praying, accompagnata da numerose artiste donne quali Cyndi Lauper, Camila Cabello e Bebe Rexha.
Il 10 agosto 2018 viene distribuito su Apple Music Rainbow - Il film, documentario che racconta il dietro le quinte relativo alla lavorazione dell'album e sul processo di catarsi dell'artista. Nello stesso anno incide il brano Here Comes the Change, utilizzato come colonna sonora del film Una giusta causa.

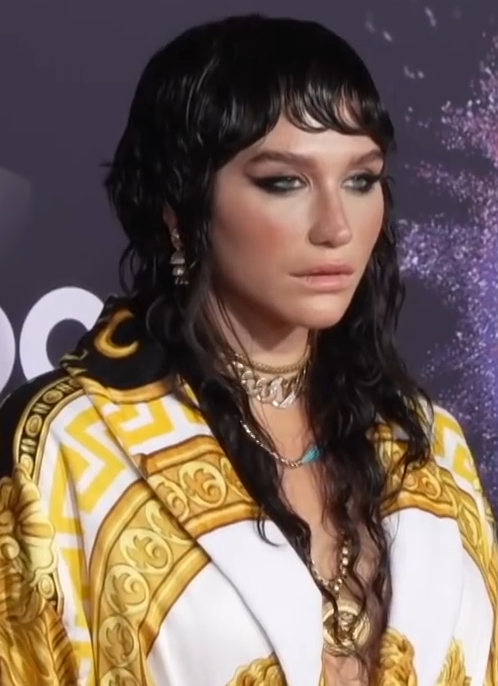
Kesha agli American Music Awards 2019

Nel giugno 2019 viene pubblicato il brano promozionale Rich, White, Straight Men, comparsa su Internet qualche giorno prima. Tre mesi più tardi, in ottobre, Kesha pubblica il trailer promozionale del quarto album in studio, intitolato High Road, la cui pubblicazione è avvenuta il 31 gennaio 2020. Il singolo apripista, Raising Hell, è uscito il precedente 24 ottobre ed è una collaborazione con la rapper Big Freedia; il video del singolo è stato pubblicato su YouTube lo stesso giorno della pubblicazione della canzone ed è stato diretto da Luke Gillford. Il 21 ottobre 2019 pubblica il singolo promozionale My Own Dance, scritto in collaborazione con Dan Reynolds (front-man degli Imagine Dragons), per cui viene pubblicato il video ufficiale sul canale YouTube della cantante. Il 7 novembre 2019, pubblica il suo marchio Kesha Rose Beauty, costituito da una palette di dodici colori, due pennarelli e un rossetto. Il 12 dicembre viene pubblicato un secondo singolo promozionale Resentment, questa volta con la presenza di Brian Wilson, Sturgill Simpson e Wrabel.

### 2022–presente:Gag Ordere il cambio di direzione conPeriod
Successivamente alla perdita della battaglia legale contro Dr. Luke, il 19 maggio 2023 viene messo in commercio il quinto album di inediti Gag Order, ultimo progetto da contratto con la Kemosabe Records. Il disco è stato promosso attraverso l'Only Love Tour, tour tenutosi tra ottobre e novembre 2023 negli Stati Uniti d'America e in Canada.
Il 4 luglio 2024 viene reso disponibile commercio il singolo Joyride, annunciato cinque giorni prima; si tratta della prima pubblicazione tramite la propria etichetta discografica Kesha Records. Joyride, così come il successore Delusional, pubblicato il 29 novembre 2024, anticipano l'uscita del sesto album di inediti Period, avvenuta il 4 luglio 2025 sempre per conto dell'etichetta di proprietà dell'interprete.

## Attivismo
Il 16 giugno 2010 Kesha ha tenuto un concerto a scopi benefici: il ricavato, oltre 70 000 dollari, è stato donato a favore delle vittime delle inondazioni del Tennessee avvenute a maggio 2010. Kesha è stata eletta primo ambasciatore universale della Humane Society, con il compito di porre attenzione sul maltrattamento di animali, come ad esempio la sperimentazione dei cosmetici su di essi e la caccia agli squali.
Ha inoltre donato 450 chilogrammi (1 000 libbre) di cibo per cani al centro per animali abbandonati di Nashville durante le inondazioni di maggio 2010, oltre che del denaro per le persone in difficoltà in seguito alla calamità naturale. Ha poi fatto una comparsa con il cantante Iggy Pop in una campagna promozionale della PETA, dove protestava per il maltrattamento contro i cuccioli di foca in Canada; ha poi scritto delle condizioni delle macellerie che forniscono i fast food McDonald's.
Il 10 dicembre 2011, per festeggiare la giornata internazionale per i diritti umani e per i cinquant'anni di Amnesty International, un'organizzazione non governativa sovranazionale impegnata nella difesa dei diritti umani, è stata annunciata la pubblicazione di un set composto da quattro CD intitolato Chimes of Freedom: Songs of Bob Dylan Honoring 50 Years of Amnesty International, che contiene 76 cover. Una di queste cover, Don't Think Twice, It's Alright, originariamente di Bob Dylan, è cantata da Kesha. Al riguardo la cantante ha affermato: «È giusto dire che la collezione dimostra quanto i musicisti ascoltano la bellezza della musica di Bob Dylan, e, attraverso essa, sostengono i diritti umani».
Kesha è inoltre sostenitrice dei diritti LGBT. Ha officiato cerimonie di unione legale sia per coppie eterosessuali che omosessuali.

## Vita privata

### Problemi di salute
Agli inizi del 2014 Kesha dichiara di essere entrata, a causa di alcuni disturbi alimentari, nella stessa clinica che nel 2010 accolse Demi Lovato, curata per gli stessi problemi. A causa del ricovero, la cantante ha dovuto annullare le successive date del suo tour dichiarando tramite un comunicato stampa ufficiale: «Avevo veramente voglia di esibirmi in quelle date, ma ho bisogno di seguire gli ordini del medico per rimettermi nuovamente in carreggiata. Tutto il vostro supporto durante questo periodo è stato fantastico. Non ce l'avrei fatta senza tutti voi. Non vedo l'ora di ritornare, più forte che mai, per il prossimo tour». Il 7 marzo 2014 esce dalla riabilitazione indossando una maglia con scritto «Sono sopravvissuta» e scrive in un tweet: «La vita è bella. E sono fortunata ad avervi tutti qui». La cantante dopo l'uscita dalla clinica ha modificato il suo nome d'arte, eliminando il simbolo del dollaro, e facendosi da quel momento chiamare Kesha.
In un'intervista concessa alla rivista Self nel giugno 2023, Kesha ha rivelato di esserle stata diagnosticata l'immunodeficienza comune variabile l'anno precedente, a causa della quale prova affaticamento ricorrente, ritenendo che sia stata causata dallo stress dovuto all'eccesso di lavoro in passato. La cantante ha anche confessato di aver avuto una grave complicazione dovuta al congelamento delle proprie ovaie e di essere stata ricoverata in ospedale per nove giorni a causa di ciò.

### Battaglia legale con Dr. Luke

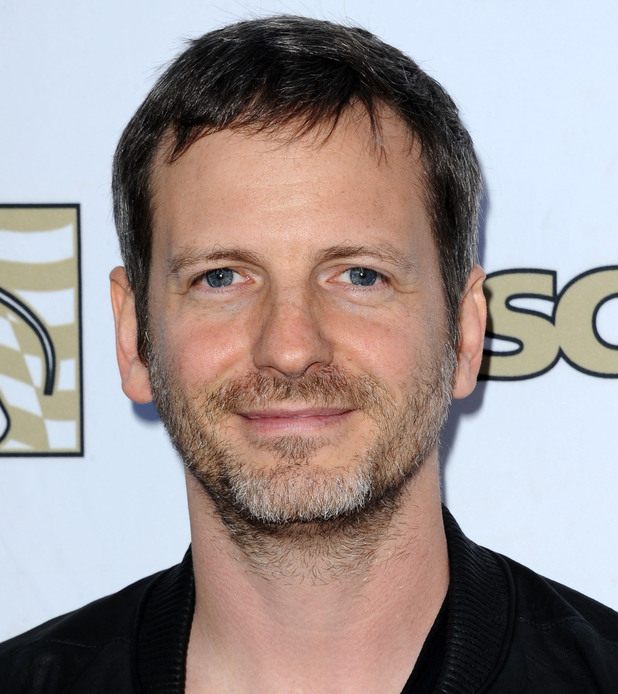
Dr. Luke, produttore principale di Kesha ad inizio carriera e con il quale la cantante ha ingaggiato una battaglia legale

Dal 2014 al 2023 Kesha è stata coinvolta in una battaglia legale con il suo storico produttore discografico Dr. Luke. Nell'ottobre 2014 Gottwald viene denunciato di violenza sessuale e psicologica dalla cantante. Nel contempo, Kesha ha chiesto la recessione del contratto che la vedeva legata alla casa discografica Sony e al produttore. Dopo due anni di iter processuale, nel febbraio 2016 il giudice della Corte Suprema di New York Shirley respinge la richiesta da parte dell'artista di un'ingiunzione preliminare che le avrebbe permesso di recedere il proprio impegno contrattuale con la Kemosabe Records, etichetta di proprietà di Dr. Luke, sostenendo che non ci fossero «danni irreparabili» nei suoi confronti. Due mesi più tardi vengono respinti tutti gli altri capi di accusa a carico di Gottwald. I media hanno notato che il giudice Shirley Kornreich sia legata in matrimonio all'avvocato Ed Kornreich, socio di Proskauer Rose, lo studio legale che ha Sony/RCA tra i suoi clienti.
A diciotto mesi dalla prima denuncia, Kesha ha ritirato le accuse di abusi sessuali a Los Angeles, decidendo comunque di continuare la causa a New York. Ha giustificato tale scelta affermando che «questa causa [è stata] così pesante per il mio spirito un tempo libero, e posso solo pregare di sentire un giorno di nuovo quella felicità».
Il giudice Kornreich ha rifiutato di modificare il caso originale di Kesha nel marzo 2017. Kornreich ha contraddetto l'affermazione che ogni presunto abuso sarebbe stato imprevedibile, citando l'affermazione di Kesha che questo comportamento sia iniziato quando i due si sono incontrati per la prima volta nel 2005. Nel 2020 il giudice ha stabilito che Kesha «avesse fatto una falsa dichiarazione su Lady Gaga rispetto a Gottwald che è stata di per sé diffamatoria»; precedentemente, i legali di Dr. Luke hanno inoltre chiamato in causa la cantante Lady Gaga, in quanto ritenuta «persona informata dei fatti» e schierata pubblicamente dalla parte di Kesha. Il giudice ha aggiunto: «Non c'è alcuna prova che [Dr. Luke] abbia violentato Katy Perry. La sentenza ha stabilito che Kesha ha violato il suo contratto con la KMI, l'etichetta discografica di Dr. Luke, e di conseguenza è obbligata a pagare alla KMI interessi pre-giudiziali per un valore di 373 671,88 dollari.
Un gruppo diviso di giudici della Divisione d'Appello della Corte Suprema dello Stato di New York ha stabilito che Dr. Luke non è un personaggio pubblico, dichiarando che: «Sebbene sia un acclamato produttore musicale e ben noto nell'industria dell'intrattenimento, non è un nome familiare». Questa sentenza è stata significativa perché i personaggi pubblici devono soddisfare un elevato standard legale per dimostrare di essere stati diffamati. In una discussione orale sostenuta due mesi più tardi, il giudice ha stabilito che la legge sulla libertà di parola di New York, recentemente istituita, si applica a questo caso. Di conseguenza, Dr. Luke deve dimostrare che Kesha abbia agito con dolo e la cantante avrebbe potuto chiedere un risarcimento per la battaglia se avesse vinto il processo.
La data del processo era stata fissata per il febbraio 2023. Nel novembre 2022, un giudice ha riprogrammato la data al 26 luglio seguente. La Corte d'Appello di New York ha stabilito che Dr. Luke è effettivamente un personaggio pubblico limitato. Dr. Luke avrebbe ancora una volta dovuto dimostrare che Kesha avesse agito con dolo e potesse far valere la sua domanda riconvenzionale anti-SLAPP e recuperare le spese per la causa a partire dal 2020. Tuttavia, non avrebbe potuto recuperare le spese per il periodo 2014-2020 a causa della modifica della legge nel 2020. Comunque, Kesha e Dr. Luke hanno rilasciato una dichiarazione congiunta il 22 giugno 2023, affermando di aver ufficialmente raggiunto un accordo, circa un mese prima che il caso andasse a processo. Nella sua dichiarazione, Kesha afferma di non ricordare tutto ciò che accadde la notte della presunta aggressione, ma di non vedere l'ora di andare avanti con la sua vita e di augurare pace a tutte le parti coinvolte. Dr. Luke ha continuato a negare le affermazioni iniziali di Kesha nella sua dichiarazione. I dettagli dell'accordo non sono stati pubblicamente rivelati.

## Stile musicale e influenze
Kesha ha coscritto tutte le canzoni sui suoi primi due album e considera se stessa in primo luogo una compositrice, avendo scritto per altre cantanti come Britney Spears e Miley Cyrus. Possiede un «forte, canzonatorio vibrato», e la sua voce ha la capacità di produrre jodel; ne fa effettivamente uso su alcune canzoni, come Tik Tok e Cannibal. Avendo in passato registrato anche musica country, pop rock ed electro, aveva una chiara idea del tipo di sound elettropop che voleva sul suo album di esordio.

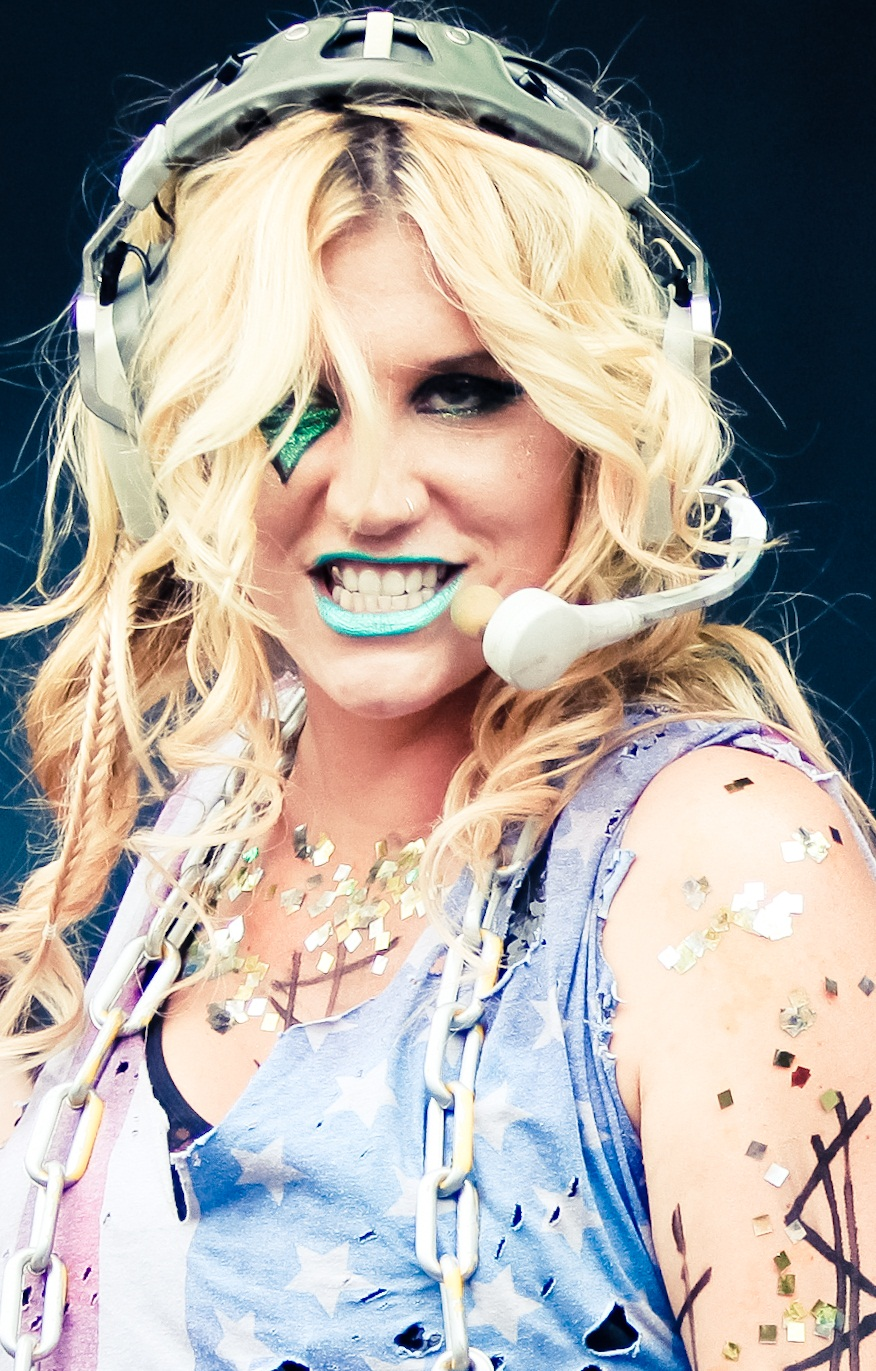
Kesha durante un'esibizione nel 2011

Il genere era molto popolare in quel periodo, in quanto molti dei suoi colleghi pubblicavano musica simile. Sia Animal che Cannibal includono canzoni orecchiabili e musica sintetizzata che i critici musicali hanno spesso paragonato al genere musicale della rapper statunitense Dev, creando incomprensioni tra i fan delle due. Nei due album vi sono contenuti anche elementi tipici di altri generi musicali, ad esempio Party at a Rich Dude's House e C U Next Tuesday hanno un sound anni Ottanta, mentre Stephen inizia con «armonie vocali nello stile dei Kansas». Dato che la sua voce sugli album è spesso alterata per mezzo dell'Auto-Tune per produrre balbuzie artificiali molto rapide o per modificare la tonalità, i critici hanno iniziato a dubitare sul suo talento vocale, riguardo al quale però Kesha mostra sicurezza.
Kesha usa inoltre il suo personale stile rap «da ragazza bianca» cantando versi dall'articolazione e dalla formulazione discordante. Gran parte dei suoi testi parlano di relazioni amorose e feste; essi hanno ricevuto varie critiche negative, che spesso accusano la cantante di pubblicare musica frivola e grossolana. Jonah Weiner, un critico per la rivista Slate, comunque, ha affermato che i suoi testi superficiali hanno permesso alle sue canzoni di essere più memorabili.
Le influenze musicali di Kesha provengono da generi come hip hop, punk, pop degli anni ottanta, dance e il country vecchio stile. È influenzata in particolar modo dai cantanti country Dolly Parton e Johnny Cash poiché sua madre scriveva canzoni di questo genere; suo fratello le faceva conoscere formazioni punk come Fugazi, Dinosaur Jr. e Beastie Boys. Ha inoltre citato Beck, i Queen, i Led Zeppelin, Madonna, Aaron Neville, Bob Dylan, i Damned, i Velvet Underground, i Blondie e l'artista di graffiti Banksy come influenze. Dà credito alla musica country per i suoi testi immediati, le cui canzoni parlano di storie vere o verosimili, mentre la canzone Animal, contenuta nel suo album di esordio, è stata creata basandosi sulla musica delle band rock Flaming Lips e Arcade Fire.
Ha definito i Beastie Boys come una delle sue maggiori influenze, dicendo in un'intervista con la rivista Newsweek che ha sempre voluto essere come loro aspirando a creare anche «inni giovanili e irriverenti». Ha chiamato il suo album di esordio Animal in omaggio all'album dei Beastie Boys Licensed to Ill e ha affermato che la musica rap prodotta dalla medesima band le ha dato l'ispirazione per il suo singolo Tik Tok. Per il suo primo tour, Kesha ha voluto emulare gli scenari presenti nelle esibizioni di Iggy Pop. Ha definito l'album di questo The Idiot e le band Led Zeppelin e AC/DC come ispirazioni per il suo secondo album, in cui intende inserire musica ispirata al rock degli anni settanta. Prende ispirazione anche dai vecchi film, e il suo singolare trucco, consistente in una grande quantità di brillantini sul suo occhio destro, è ispirato da Arancia meccanica. Il video del singolo Your Love is My Drug include scene animate ispirate dal film dei Beatles Yellow Submarine, mentre il suo Get Sleazy Tour è stato descritto come «una sensazione postapocalittica da Interceptor».

## Discografia
- 2010 – Animal
- 2012 – Warrior
- 2017 – Rainbow
- 2020 – High Road
- 2023 – Gag Order[181]
- 2025 – Period

## Tournée
- 2011 – Get Sleazy Tour
- 2013 – Warrior World Tour
- 2016/17 – Kesha and the Creepies: Fuck the World Tour
- 2017/18 – Rainbow Tour
- 2018 – The Adventures of Kesha and Macklemore (con Macklemore)
- 2023 – The Only Love Tour
- 2025/26 – The Tits Out Tour (con Scissor Sisters)

Tour promozionali
- 2021 – Kesha Live
- 2024/25 – House of Kesha

## Filmografia

### Cinema
- F.A.R.T. - The Movie, regia di Ray Etheridge (1995)
- Final Flesh, regia di Ike Sanders (2009)
- Jem e le Holograms (Jem and the Holograms), regia di Jon M. Chu (2015)
- Storia di un fantasma (A Ghost Story), regia di David Lowery (2017)

### Televisione
- The Simple Life - programma televisivo, episodio 3x05 (2005)
- Victorious - serie TV, episodio 2x03 (2011)
- Robot Chicken - serie TV, episodio 6x14 (2013)
- Kesha: My Crazy Beautiful Life - serie documentario, 14 episodi (2013-2014)
- Jane the Virgin - serie TV, episodio 2x02 (2015)
- RuPaul's Drag Race – reality show, episodio 9x10 (2017)
- Nashville - serie TV, episodio 4x19 (2016)
- Conjuring Kesha - programma TV (2022-in corso)
- Helluva Boss - serie animata, 2 episodi (2023-2024)

### Documentari
- Katy Perry: Part of Me, regia di Dan Cutforth e Jane Lipsitz (2012)
- Rainbow - Il Film (Rainbow - The Film), documentario (2018)

## Riconoscimenti
- 2010 – MuchMusic Video Awards
  - Candidatura al Video internazionale dell'anno per Tik Tok
  - Candidatura al Video internazionale preferito per Tik Tok
- 2010 – Teen Choice Awards
  - Candidatura alla miglior artista femminile emergente
  - Candidatura alla miglior artista femminile
  - Candidatura alla miglior artista femminile dell'estate
  - Candidatura al miglior album pop per Animal
  - Candidatura al miglior singolo per Your Love Is My Drug
  - Candidatura al miglior singolo dell'estate per Your Love Is My Drug
- 2010 – MTV Video Music Award
  - Candidatura alla miglior nuova artista
  - Candidatura al miglior video femminile per Tik Tok
  - Candidatura al miglior video pop per Tik Tok
  - Candidatura alla miglior collaborazione per My First Kiss
- 2010 – MTV Europe Music Award
  - Miglior artista rivelazione
- 2011 – Japan Gold Disc Award
  - Nuova Artista Internazionale dell'anno
  - Tre migliori nuovi artisti
- 2013 – Genesis Awards
  - Premio Gretchen Wyler
- 2014 – iHeartRadio Music Awards
  - Miglior collaborazione per Timber
- 2014 – MTV Video Music Award
  - Candidatura alla miglior collaborazione per Timber
- 2016 – HRC Equality Gala
  - Premio Visibility
- 2016 – Teen Choice Awards
  - Candidatura alla donna più fashion
- 2016 – Billboard Women in Music
  - Premio Trailblazer